# Бурсико, Бернар
Бернар Бурсико (фр. Bernard Boursicot; род. 12 августа 1944, Ван, Франция) — французский дипломат, оперный певец, ставший широко известным благодаря связям с китайским агентом спецслужб КНР Ши Пэйпу и обвинениям в шпионаже в пользу Китая. В 1986 году был приговорён к 6 годам заключения, но в 1987 году был помилован.
Случай снова оказался в центре внимания общественности, когда в 1988 году была впервые увидела свет пьеса Дэвида Генри Хвана «М. Баттерфляй» и в 1993 году была выпущена экранизация пьесы, сделанная Дэвидом Кроненбергом, где роль француза Галлимара, прототипом которого послужил Бурсико, исполнил известный актёр Джереми Айронс.
После смерти Ши Пэйпу в 2009 году Бернар так отозвался о его смерти: «Он сделал так много ужасных вещей, он был безжалостен ко мне. Глупо было бы сейчас менять курс и говорить, что мне жаль, что он скончался. Теперь всё начинается с чистого листа».